# Solenopsis pachycera
Solenopsis pachycera é uma espécie de formiga do gênero Solenopsis, pertencente à subfamília Myrmicinae.